# N czy M?
N czy M? (tytuł oryginalny N or M?), jedna z 5 powieści Agathy Christie, w której głównymi bohaterami są Tommy i Tuppence Beresford.
Powieść została wydana w roku 1941.

## Opis fabuły
Rzecz dzieje się w roku 1940, w trakcie trwania II wojny światowej. Hitler zdołał już poczynić znaczne podboje w Europie. Aktualnie jest w stanie walki z Francją i wszystko wskazuje na to, że jest już bliski triumfu. Perspektywa ataku na Anglię staje się coraz bliższa. Angielski rząd zdaje sobie sprawę, że żeby wygrać tę wojnę powinien obawiać się przede wszystkim nie ataku z zewnątrz, ale niebezpieczeństwa wewnętrznego, czyli tak zwanej "Piątej kolumny" - szpiegów niemieckich oraz zdrajców narodowych głęboko wierzących w cele hitleryzmu i gotowych wspomóc Niemców gdy ci zaatakują Anglię. Wielu z nich znajduje się na bardzo wysokich stanowiskach i mają dostęp do poufnych informacji. Jak udało się ustalić najgroźniejszymi członkami "Piątej kolumny" są "N" (mężczyzna) i "M" (kobieta) - niestety nie wiadomo kim są ani jak wyglądają. Z badań prowadzonych przez jednego z zaufanych ludzi brytyjskiego wywiadu wynika, że "N" lub "M" może znajdować się obecnie w nadmorskim miasteczku Leahampton w pensjonacie "Sans Souci". Niestety, wywiadowca ten zostaje zamordowany zanim zdąża powiedzieć cokolwiek więcej. Oznacza to, że był on na właściwym tropie a zatem trzeba wysłać kogoś na jego miejsce by prowadził dalsze śledztwo i wykrył "N" lub "M" zanim zdążą w jakikolwiek sposób wspomóc inwazję niemiecką. Wybór pada na Tommy'ego Beresforda - amatora, który wsławił się jednak już wcześniej niebywałym intelektem przy wykrywaniu kilku zawiłych spraw. Zostaje on wysłany do pensjonatu "Sans Souci" jako pan Meadowes. Na pomoc natychmiast przybywa jego wierna żona - Tuppence Beresford, która również przybiera fałszywe nazwisko - Patrycja Blenkensop. To właśnie Tommy i Tuppence są głównymi bohaterami powieści. Bardzo angażują się w sprawę, odkrywają jednak, że "Sans Souci" jest typowym nadmorskim pensjonatem pełnym typowych, zupełnie niepodejrzanych ludzi. Nie chcą jednak uwierzyć w pomyłkę, ani poddać się tak łatwo.
Osoby podejrzane:
- pani Perenna - właścicielka pensjonatu
- Sheila Perenna - córka pani Perennay
- Karol von Deinim - uchodźca z Niemiec, zakochany z wzajemnością w Sheili
- major Bletchley - emerytowany angielski wojskowy
- pani O'Rourke - Irlandka, budząca grozę swym potężnym wyglądem
- Sara Minton - starsza angielska dama
- pani Sprot - młoda kobieta, która schroniła się w "Sans Souci" wraz z córeczką
- państwo Cayley - schorowany i wiecznie narzekający mężczyzna z usługującą mu żoną
- komandor Haydock - emerytowany oficer marynarki, właściciel pobliskiego domu

## Rozwiązanie
"M" jest pani Sprot. Dziecko służy jej do odwrócenia podejrzeń i zostało adoptowane jakiś czas wcześniej. Jednak jego prawdziwa matka, Wanda Polońska, stara się odzyskać córeczkę i porywa ją. Wtedy pani Sprot w obawie przed zdemaskowaniem odnajduje kobietę i ją zabija. Nikt jej jednak nie potępia, gdyż według każdego działała w obronie córki. Żaden ze świadków nie podejrzewa, że prawda jest zupełnie inna. Pomocnikiem pani Sprot jest komandor Haydock. Tommy'emu i Tuppence udaje się jednak udaremnić działalność piątej kolumny, czym znacznie przysłużyli się do zwycięstwa Anglików podczas bitwy o Anglię.